# Pedro III de Aragão
Pedro III de Aragão (Valência, 1239 - Vilafranca del Penedès, 11 de novembro de 1285), cognominado o Grande, foi rei de Aragão, conde de Barcelona e rei de Valência desde 27 de julho de 1276, e rei consorte da Sicília desde 1282, até à sua morte.

## Subida ao trono
Filho de Jaime I de Aragão e de Iolanda da Hungria, casou-se na catedral de Montpellier, a 13 de Junho de 1262, com Constança de Hohenstaufen (1249-1302), filha e herdeira de Manfredo da Sicília. Durante a sua juventude ganhou experiência militar ao serviço do seu pai nas batalhas da Reconquista contra os mouros.
Quando Jaime I morreu, os territórios da Coroa de Aragão foram divididos, com Pedro a herdar Aragão, a Catalunha e Valência, e o seu irmão Jaime a receber Maiorca, e os territórios aragoneses no Languedoc (Montpellier e Rossilhão). Pedro e Constança foram coroados em Saragoça pelo arcebispo de Tarragona, em Novembro de 1276, numa ceremónia em que Pedro cancelou a vassalagem do seu reino ao papado, acordada pelo seu avô Pedro II de Aragão.

## Rebeliões
A primeiro medida de Pedro como rei foi a completa pacificação dos seus territórios valencianos, continuando o trabalho do seu pai. No entanto, ocorreu uma revolta na Catalunha, liderada pelo visconde de Cardona, instigada pelo conde Rogério Bernardo III de Foix, Arnoldo Rogério I de Pallars Sobirà, e pelo conde Ermengol X de Urgel. A hostilidade dos rebeldes era uma consequência da severidade com que o rei lidara com eles ainda durante a vida do seu pai. Agora opunham-se a ele por não convocar as cortes catalãs e confirmar os seus privilégios.
Ao mesmo tempo, continuava uma crise de sucessão no condado de Urgel. Quando o conde Álvaro morreu em 1268, as famílias das suas duas esposas, Constança, filha de Pedro Moncada de Béarn, e Cecília, filha de Rogério Bernardo II de Foix, começaram uma longa luta pela herança do condado. Entretanto, uma importante extensão do domínio tinha revertido para Jaime I de Aragão, e herdada por Pedro III. Em 1278, Ermengol X de Urgel, o primogénito de Álvaro, conseguiu recuperar a maioria do seu património e chegou a um acordo com o rei, de quem se reconheceria vassalo.
Em 1280 o Grande derrotou uma rebelião liderada por Rogério-Berengário III, depois de cercar os rebeldes em Balaguer durante um mês. A maioria dos líderes destes ficaram prisioneiros em Lérida até 1281, sendo que Rogério ficou até 1284.

## Conquista do Mediterrâneo
Todo o reinado de Pedro III centrou-se na expansão da Coroa de Aragão no Mediterrâneo, e para isso aproveitou o seu matrimónio com Constança para reivindicar para si e para ela a coroa siciliana. Desde 1266, a Sicília encontrava-se sob a soberania de Carlos de Anjou, que derrotara Manfredo, morto na batalha de Benevento e que fora investido rei com o apoio do papa de então, Clemente IV, que não desejava nenhum Hohenstaufen soberano no sul da Itália.

O Reino da Sicília, como existiu desde a morte de seu fundador, Rogério II da Sicília, em 1154. As fronteiras ficaram praticamente as mesmas por 700 anos.

O monarca angevino mandou cegar os três filhos varões de Manfredo e, em 1268, capturou e mandou decapitar Conradino da Germânia neto de Frederico II da Germânia e o último herdeiro varão da casa Hohenstaufen. A linha sucessória passou então para Constança da Sicília, sua mulher, que ofereceu refúgio aos partidários do seu pai em Aragão.
Em 1279 uma frota da coroa aragonesa, comandada por Conrado Lanza, percorreu as costas africanas para restabelecer a soberania feudal de Aragão sobre Tunes. Depois da morte em 1277 do califa Maomé I (r. 1249–1277), que tinha jurado vassalagem a Jaime o Conquistador, a Ifríquia sacudira o jugo aragonês. Posteriormente, em 1281, Pedro III armou nova frota, com 140 navios e um exército de 15 000 homens, para invadir essa cidade do norte de África, solicitando ao recém eleito papa Martinho IV uma bula papal que declarasse a operação militar como cruzada. Mas o papa, de origem francesa e partidário de Carlos de Anjou, recusou o pedido.
Mas assim que se iniciou a campanha, ocorreram as Vésperas sicilianas a 30 de Março de 1282, que resultaram no assassinato e na expulsão dos franceses da ilha. Os sicilianos enviaram então uma embaixada a Pedro III, oferecendo-lhe a coroa desse reino, a que tinha direito graças ao seu matrimónio. O monarca dirigiu-se então à Sicília, onde desembarcou em Trapani a 30 de Agosto do mesmo ano, sendo coroado rei na cidade de Palermo a 4 de setembro.
Pedro enviou imediatamente uma embaixada a Carlos de Anjou, que se encontrava em Messina, intimando-o a reconhecê-lo como rei da Sicília e a abandonar a ilha. A derrota da frota angevina em Nicoreta, às mãos do almirante Rogério de Lauria, obrigou Carlos a deixar Messina e refugiar-se no seu agora "reino de Nápoles".
O papa Martinho IV respondeu à coroação siciliana de Pedro III com a sua excomunhão a 9 de novembro de 1282, e a sua deposição como rei de Aragão a 21 de dezembro de 1283. Ofereceu a sua coroa a Carlos de Valois, o segundo filho de Filipe III de França, que foi investido a 27 de fevereiro de 1284, e declarando uma cruzada contra Aragão.

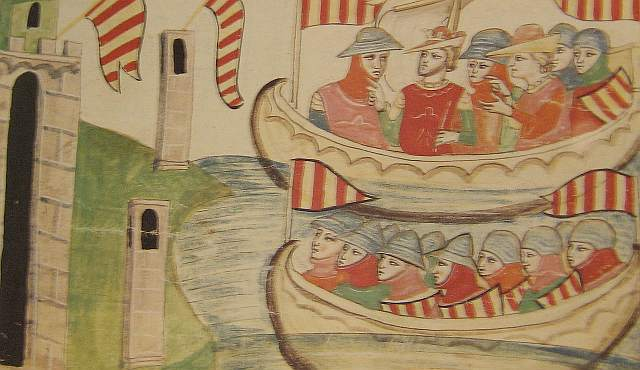
Chegada de Pedro III de Aragão a Trapani, Sicília, em 1282 (Biblioteca do Vaticano)

No entanto, Pedro aproveitou a sua situação de vantagem. Em Fevereiro de 1283 tinha tomado a maioria da costa da Calábria. Carlos de Anjou, talvez em desespero de causa, enviou-lhe cartas a exigir a resolução do conflito em um combate pessoal. O invasor aceitou e Carlos voltou a França para preparar o duelo. Ambos os reis escolheram seis cavaleiros para combinar o local e as data, que seriam Bordéus, a 1 de junho. Cada um levaria cem cavaleiros e o rei Eduardo I de Inglaterra seria o juiz, mas o rei inglês recusou participar do evento por pressões do papa. Pedro deixou João de Procida a governar a Sicília e voltou ao seu reino. Partiu então para Bordéus, onde entrou disfarçado para evitar a eventualidade de uma emboscada francesa. Mas o combate acabou por não se realizar e o aragonês voltou para os seus conturbados domínios.
Entretanto o seu almirante Rogério de Lauria continuava a assolar a Itália. Derrotou várias vezes as frotas francesas em alto mar e conquistou Malta para a coroa de Aragão.

## Cruzada aragonesa
A situação de Pedro III tornou-se instável, já que não só tinha que fazer frente à invasão francesa que se preparava a norte dos Pirenéus, mas enfrentava graves problemas no interior dos seus reinos, causados pelas necessidades económicas que a conquista da Sicília provocou. Tomou Albarracín do nobre rebelde João Nunes de Lara, renovou a aliança com Sancho IV de Castela e atacou Tudela em uma tentativa de evitar que o rei Filipe I de Navarra, filho de Filipe III de França, invadisse essa frente.
Pedro III solucionou os problemas internos concedendo, em 1283, a formação da União aragonesa, e prestando juramento ao "Privilegio General", que defendia os privilégios da nobreza. No Principado da Catalunha ratificou a constituição "Una vegada l'any" nas [[[Cortes Catalãs]] celebradas em Barcelona entre 1283 e 1284. No mesmo ano, o seu irmão Jaime II de Maiorca aliou-se aos franceses e reconheceu a soberania destes sobre Montpellier, permitindo-lhes a passagem pelas ilhas Baleares e por Rossilhão. Em Outubro, Pedro começou a preparar as defesas da Catalunha.
Solucionados os problemas internos, pôde então centrar a sua atenção na invasão francesa, sob o comando do rei Filipe III de França. Em 1284, o exército francês que incluía 16 000 cavaleiros, 17 000 besteiros e uma infantaria de 100 000 homens, para além de 100 navios, entrou no Rossilhão. Apesar do apoio de Jaime II de Maiorca, a população local levantou-se contra os invasores. A cidade de Elne foi valentemente defendida pelo chamado bastardo de Rossilhão, o filho ilegítimo de Nuno Sanches, anterior conde deste território. Eventualmente foram derrotados, a catedral foi queimada e as forças francesas seguiram em frente.

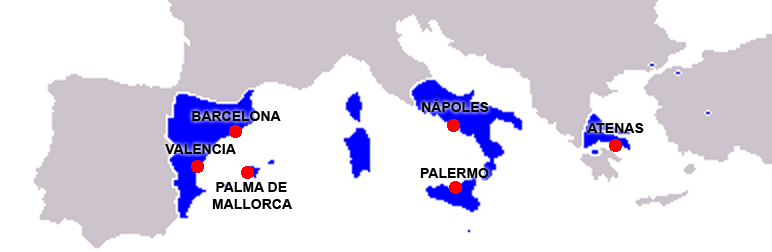
Mapa anacrónico de todas as possessões da Coroa de Aragão ao longo da sua história

Em 1285 os franceses tomaram a cidade de Girona, após forte resistência, e Carlos de Valois foi coroado. Mas tiveram que retirar-se imediatamente, com a frota aragonesa a voltar da Sicília mais uma vez ao comando de Rogério de Lauria, e a infligir uma derrota total à esquadra francesa a 4 de setembro. Ao mesmo tempo foram atacados por uma epidemia de disenteria, que não poupou o próprio rei Filipe III de França.
O filho deste, Filipe, o Belo, tentou negociar a passagem da sua família real através dos Pirenéus, mas recebeu uma recusa, tendo sofrido uma pesada derrota na batalha travada a 30 de setembro e 1º de outubro, na qual Pedro massacrou o exército inimigo mas poupou a família real. No entanto, o rei de França morreria em Perpignan a 5 de outubro, sendo sepultado em Narbona.

## Morte e Posteridade
Depois da sua grande vitória, Pedro III dispôs-se a enfrentar o seu irmão Jaime II de Maiorca e o seu sobrinho Sancho IV de Leão e Castela, que não lhe haviam prestado apoio durante o seu conflito com a França. Mas foi travado pela sua morte prematura, a 11 de Novembro de 1285.  A absolução dos pecados no seu leito de morte, em Vilafranca del Penedès, só lhe foi dada depois de ter declarado que as suas conquistas tinham sido feitas em nome dos seus direitos de família e nunca contra os direitos da Igreja. Foi sepultado no Mosteiro de Santes Creus em Aiguamúrcia, na Catalunha.
Em testamento, Aragão foi legado ao seu primogénito Afonso e a Sicília para o seu segundo filho Jaime. Frederico, o seu terceiro filho, acabaria por suceder ao seu irmão Jaime, tornando-se primeiro regente e depois rei da Sicília. O seu filho mais jovem, Pedro, não herdou domínios reais.
Tal como o seu pai, Pedro foi um patrono das artes e da literatura, mas ao contrário daquele, preferia a poesia à prosa. Era particularmente favorável aos trovadores, dedicando-se ele mesmo a essa forma de expressão, tendo escrito dois sirventeses.
O primeiro é uma troca entre Pedro e um jogral chamado Peironet. O segundo faz parte de uma compilação de cinco composições de Bernat d'Auriac, Pedro o Grande, Pere Salvatge (talvez o Peironet já referido), Rogério-Bernardo III de Foix e um contribuidor anónimo.
As guerras contra Filipe III de França e Jaime II de Maiorca forneceram material para novos sirventeses. Durante este período, esta forma de expressão terá sido usada como uma conveniente ferramenta de propaganda política, na qual cada uma das facções poderia, directa ou alegoricamente, apresentar o seu caso e buscar a simpatia propícia à sua causa.

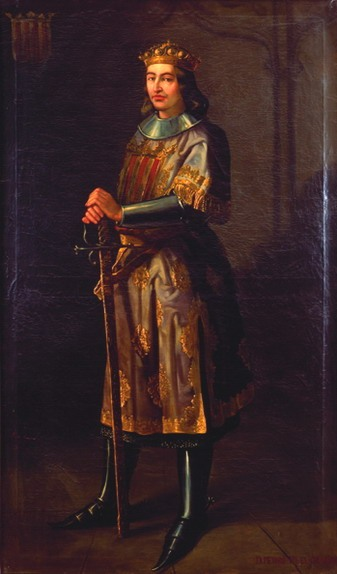
Pedro III, rei de Aragão, por Manuel Aguirre y Monsalbe (1885)

Na Divina Comédia, Dante Alighieri vê Pedro "a cantar em coro" (em italiano: d'ogni valor portó cinta la corda) com o seu antigo rival, Carlos I da Sicília, às portas do Purgatório.

## Descendência
Do seu matrimónio em 1262 com Constança de Hohenstaufen nasceram:
- Afonso III de Aragão (1265-1291), rei de Aragão, Valência, Maiorca e conde de Barcelona
- Jaime II de Aragão (1267-1327), rei de Aragão, Valência, Maiorca, Sardenha e Sicília, e conde de Barcelona
- Isabel de Aragão (1271-1336), a Rainha-Santa, casada com o rei D. Dinis de Portugal
- Frederico III, rei da Sicília (1272-1337)
- Iolanda de Aragão (1273-1302), casada em 1297 com Roberto I de Nápoles
- Pedro de Aragão (1275-1296)